# Miranda de Santa Magdalena
La Miranda de Santa Magdalena de 1.132 m. es troba a Montserrat (Catalunya), la qual és un mirador que ofereix (amb una altitud de 1.132 metres) una àmplia panoràmica de tota la meitat oriental d'aquest massís muntanyós.
Aquest cim està inclòs al llistat dels 100 cims de la FEEC.

## Descripció
Al collet que precedeix el cim (on ja es fa un primer tast de vistes aèries), s'hi troben les ruïnes de l'antiga ermita de Santa Magdalena. De fet, el nom de la regió on ens trobem, Tebes, fa al·lusió a la capital de la Tebaida, antiga regió de l'Alt Egipte, i avui, de Montserrat, que fou un focus molt important dels primers moviments eremítics cristians. La part final del camí que enfila fins a la miranda és ja una atracció per ell mateix. Després d'entrar a la balma de l'ermita de Sant Onofre (amb les seues cisternes i el seu caminet suspès a la paret) pujarem per una fonda canal de roca entre dues gorres. Des de la canal, és un goig girar-se vers el sud i contemplar l'harmoniosa combinació entre la dimensió espiritual de l'ermita de Sant Joan i la dimensió natural de Montserrat.

## Accés
Cal deixar el vehicle al monestir de Montserrat (718 m d'altitud) i caminar cap al Pla de les Taràntules (971 m). Des del pla, trenquem a l'esquerra i agafem el camí de Sant Joan (senyalitzat). Pugem per la pista i agafem el segon trencall a la dreta (si agaféssim el primer, aniríem a l'ermita i al mirador de Sant Jaume). Agafant el segon, enfilem per un corriol fins a les balmes de l'antiga ermita de Sant Onofre (1.025 m). Arribats a la paret, girem a la dreta, passem les cisternes i pugem per la canal fins al collet de l'ermita de Santa Magdalena (1.071 m). En lloc de seguir recte i baixar per l'altre vessant, trenquem a l'esquerra per la sendera que puja fins al cim de la Miranda de Santa Magdalena.